# Leptospermum roei
Leptospermum roei är en myrtenväxtart som beskrevs av George Bentham. Leptospermum roei ingår i släktet Leptospermum och familjen myrtenväxter. Inga underarter finns listade i Catalogue of Life.